# Chiesa dei Santi Fabiano e Sebastiano (Fiamignano)
La chiesa dei Santi Fabiano e Sebastiano è situata in una delle due principali piazze di Fiamignano, piccolo borgo del Cicolano in provincia di Rieti.
Si tratta di un edificio, originariamente in stile romanico, più volte modificato nel corso dei secoli, sia dal punto di vista architettonico che da quello decorativo.
Solo nel 2005, una serie di restauri finanziati dagli stessi abitanti e alcuni enti locali, rivelarono il grande valore storico e artistico della chiesa e delle opere in essa custodite; patrimonio fino ad allora sconosciuto, sia alla popolazione che alla stessa curia.

## Gli effetti del terremoto del 1997
Quando nel 1997 la terra tremò, i danni che ne derivarono furono soltanto alcune visibili crepe sulle facciate dei vecchi edifici e, fortunatamente, non vi furono segni devastanti sugli abitanti del paese montano.
In tale circostanza la chiesa parrocchiale locale fu dichiarata pericolante e, come conseguenza, venne chiusa al culto su ordinanza del sindaco.
I suoi arredi furono frettolosamente stipati in un improvvisato e polveroso magazzino.
L'importo stanziato per i lavori di recupero complessivo della struttura, una volta effettuate le perizie, bastò soltanto per consolidare il tetto.
A questo punto era necessario trovare le risorse necessarie per restaurare le tele, più volte definite di “nessun valore” dai preti che si erano susseguiti nella parrocchia.
È soltanto grazie al costante impegno dimostrato da alcuni cittadini e responsabili della Pro Loco di Fiamignano, che è stato possibile reperire i fondi necessari.
Una serie di iniziative popolari portarono, nel giro di un anno, al reperimento dei fondi necessari per far restaurare la pala d'altare agli abili restauratori Lucia Fabbro, Simone Mancini e Marco Pace.
Una volta riposizionata, questa tela andò a coprire il dipinto realizzato da Vittorio Picconi che, per oltre trenta anni, aveva abbellito l'altare.
Sulla scia di questi primi risultati, tra gli abitanti di Fiamignano crebbe la voglia di “fare” qualcosa per “far rinascere” la chiesa del paese.
Altre iniziative si susseguirono negli anni successivi, e così si commissionarono: le stazioni della Via Crucis in legno intagliato (realizzate dall'artista Edoardo Riccoboni), le porte blindate per l'entrata maggiore, i banchi per la navata, il restauro delle altre imponenti tele, un ciborio in arte veneziana e, come conclusione dell'intero percorso, il restauro decorativo degli interni affidato alle mani dell'artista toscana Lara Androvandi.
Quanto oggi è sotto gli occhi di tutti, con la sola esclusione dell'intervento della Fondazione Varrone, è stato possibile solo grazie al contributo dei fiamignanesi, e non solo.

## Storia
L'anno di edificazione della chiesa è incerto. Alcune ricerche storiche la fanno risalire alla prima metà del XVI secolo, durante il dominio della famiglia Colonna. Ciò sembra confermato dalla data "1530" scolpita su di un concio in pietra posto sul margine sinistro della facciata.
Per quanto riguarda le trasformazioni che questo edificio ha conosciuto nel corso del XX secolo e più precisamente a partire dal 1918, esistono invece attendibili documenti.
Nel 2007 è stato pubblicato, a cura di Settimio Adriani, un importante documento ricco di fotografie e testimonianze circa la storia recente di Fiamignano, che mostra come appariva il prospetto di facciata della chiesa nel 1929, con il suo campanile a vela.
In basso, invece, si trovava un'ampia monofora.
Si tratta di un particolare elemento architettonico che mette in rilievo, una evidente similitudine stilistica con il campanile trecentesco della chiesa di Santa Maria in Foro Mareri, oggi parrocchiale della Santissima Annunziata in Mercato.
Ciò è confermato anche da alcune caratteristiche architettoniche, quali, per esempio, i rapporti dimensionali dei vari elementi costitutivi e le tecniche impiegate per assemblare i diversi materiali.
Anche se con una diversa configurazione, il campanile potrebbe essere stato parte di un prospetto trecentesco poi parzialmente modificato nella prima metà del cinquecento.
Inoltre, se i muri perimetrali laterali e l'abside semicircolare (originariamente una porzione della basilica romana a pianta semicircolare e coperta a semicupola) presentano tutti un andamento regolare e simmetrico rispetto all'asse centrale di navata, non altrettanto può dirsi della parete di facciata che si pone invece con un accentuato fuorisquadra rispetto alla complessiva struttura planimetrica.
Si può ipotizzare che il corpo cinquecentesco insista su di un impianto di fondazione preesistente, dipendente, quest'ultimo, dalla struttura urbanistica del borgo.
Per quanto concerne gli spazi interni, la chiesa ha una struttura con caratteristiche, proprie della tipologia degli ordini mendicanti.
Gli edifici che si trovano all'interno dei centri abitati avevano, soprattutto nel XIII e XIV secolo, pianta rettangolare a navata unica, con copertura a capriate lignee.
Inoltre, erano privi di transetto, e il presbiterio, nel nostro caso ben definito nel suo sviluppo planimetrico, era forse separato dal resto della chiesa da una balconata o da un cancello.
All'esterno non erano previsti né campanili né torri di facciata, ma soltanto una torre campanaria, mentre all'interno le pareti ed i pilastri erano strettamente funzionali.
I caratteri architettonici e le proporzioni della facciata possono essere apprezzati in un documento fotografico del 1948, nel quale possiamo constatare che il campanile a vela è scomparso, in seguito demolito perché pericolante; compaiono ancora i due bei portali sormontati con disposizione simmetrica dalle due finestre poste al primo piano.
Oggi, a destra, il nuovo campanile si inserisce sopra parte del piccolo edificio ora annesso alla chiesa.
La soluzione di fornire all'ampio prospetto due portali di fianco invece di uno centrale, più vasto, è piuttosto rara all'interno del comprensorio della diocesi di Rieti.
In alto è presente una dentellatura con peducci ed archetti, di derivazione romanica, che sostiene la cornice di coronamento, anche altrove riproposta in facciata quale elemento decorativo.
L'attuale struttura della facciata principale della chiesa, si deve all'intervento di ristrutturazione intrapreso, nel 1948, da Don Esponio Ceccarelli, che portò alla chiusura dei due portali e delle due finestre, in favore di un unico portale centrale sormontato da una finestra circolare.
Tale elemento è definito “occhialone”, una rivisitazione in chiave moderna del rosone di origine romanica. Contemporaneamente viene eretto un timpano in pietra che dà al tetto la caratteristica forma a capanna.
Il campanile resta invece inalterato.
Nonostante queste modifiche, la chiesa dei Santi Fabiano e Sebastiano, continua ad avere un aspetto architettonicamente “povero” caratterizzato da linee semplici ma ben armonizzate.

## Interno

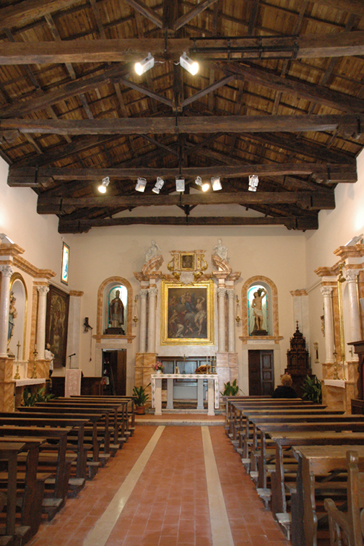
Veduta interna

È scandito da linee semplici, ed il volume della navata è di notevoli dimensioni. Lo spazio, come nella basilica romana antica, è ripartito in zone secondo una disposizione longitudinale.
All'ingresso, il pronao, è stato ricavato tra le colonne che sostengono la cantoria; viene poi il corpo centrale, il presbiterio con ambone e quindi la conclusione absidale.
La tipologia è a navata unica, aula unica, pianta rettangolare con copertura a due falde a capriate lignee nude e mantello in tavolato.
Come nella tipologia basilicale paleocristiana l'ingresso è sul lato corto con l'asse ottico centrato sull'altare. La navata unica si conclude sulla zona absidale che in questo caso è separata. Al centro si trova la parete di fondo del presbiterio, con un'importante struttura architettonica in stucco e marmo.
Due piccole porte, semplici ed eleganti, conducono all'ambiente retrostante a pianta semicircolare ed ora adibito a sacrestia.
L'ingresso principale, posto al centro della parete di facciata, è sormontato dalla balconata realizzata nel 1956.
Le pareti laterali ospitano quattro altari, due per ciascun lato; essi ripropongono i caratteri stilistici e volumetrici dell'altare maggiore.
L'impianto planimetrico sembra essere immutato rispetto a quello cinquecentesco; le sezioni delle murature perimetrali mostrano la struttura portante organizzata su due assi longitudinali paralleli, conclusi dalla forma absidale semicircolare.
In questa porzione di edificio il profilo esterno presenta delle discontinuità di spessore; nel limite destro si apre una porta che mette direttamente in comunicazione con l'esterno. Su questa sezione di muratura, di notevole spessore, probabilmente si trovava la torre che, anticamente, era posta a fianco dell'abside.
Sul lato destro è leggibile, in pianta, la struttura muraria della piccola casa ora in parte annessa alla chiesa; poco oltre, un piccolo portale in pietra all'inizio della navata.
Sull'angolo di facciata destro è visibile la struttura di fondazione del campanile che, come già detto, non appartiene al corpo originario dell'edificio.
Gli altari possono essere datati alla metà del XVII secolo; in quelli laterali la struttura è piuttosto essenziale e lineare: due colonne con capitelli corinzi poggianti su plinti a sezione quadrata, concluse in alto da una cornice con modanatura complessa secondo un preciso schema classico, relativo alla ripartizione dei singoli elementi decorativi.
Più articolata è la struttura che comprende l'altare maggiore. In questo caso quattro colonne poste su piedritti a disposizione simmetrica e sfalsati in aggetto rispetto alla parete di fondo, due per ciascun lato dell'altare, sostengono una trabeazione che ripropone lo stesso modulo architettonico degli altari laterali, ma con al suo apice due elementi curvilinei quale timpano di coronamento.
Al centro, in alto, più arretrata in leggero aggetto rispetto alla parete di fondo, è una cornice in stucco con lesene.
Sulla cimasa, in entrambi i lati, sono poste due sculture in stucco romano.
Le mense degli altari sono in pietra e sono state poste negli anni sessanta in sostituzione di quelle originali.
L'altare maggiore, posto sopra un ambone rialzato rispetto al piano di navata, e la parete di fondo definivano fino al 1979 lo spazio presbiteriale delimitato da una bella balaustra in legno per separare il corpo della navata centrale.
Una semplice cornice di coronamento corre lungo le pareti laterali quale linea di continuità tra gli altari.
Un recente intervento di consolidamento, con il completo rifacimento del tetto, ha messo definitivamente in luce la struttura portante di copertura a capriate lignee, la quale, fino al termine del secolo scorso, era coperta da un grande soffitto piano realizzato con camera a canne.
Il pavimento della chiesa, rifatto nel 1970, era costituito da mattonelle esagonali bianche e blu con al centro, lungo l'asse longitudinale, un camminamento in pietra che si intersecava, all'altezza del presbiterio, con un percorso trasversale che attraversava la navata a formare una croce commissa.
Dall'alto la luce proveniente dalla parete di facciata si diffonde nell'aula centrale.

## Parete sinistra (lato ovest)
Presenta le seguenti opere:

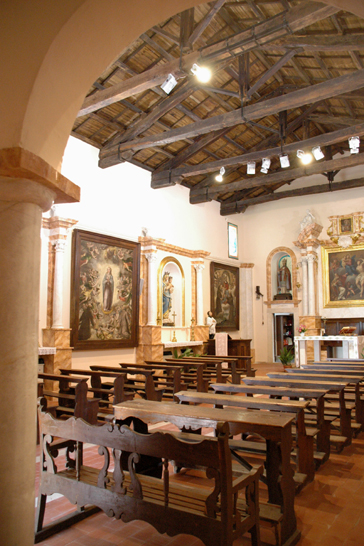
Veduta della parete sinistra

- Altare della Madonna degli Angeli, XVII secolo.
- La Vergine Maria tra San Giuseppe da Leonessa e San Felice da Cantalice, Matteo Fiore, olio su tela, 1741.
- Immacolata Concezione, Giovanni Paolo Cardone, olio su tela, 1580 circa.
- Altare della Vergine del Sacro Cuore di Gesù, scultura in gesso con policromia, XVII secolo.
- San Luigi Gonzaga, scultura in legno policroma, XVIII secolo.
- Madonna col Bambino tra San Antonio da Padova e San Felice da Cantalice, Domenico Niccoli, olio su tela, XVII secolo.

LA VERGINE MARIA TRA SAN GIUSEPPE DA LEONESSA E SAN FELICE DA CANTALICE Matteo Fiore da Sulmà, 1741
La pala della Vergine Maria tra San Giuseppe da Leonessa e San Felice da Cantalice è posta nel primo altare di sinistra della chiesa. L'opera proviene dal convento dei Cappuccini dell'Immacolata Concezione di Cicoli e, prima del restauro del 2003, era conservata nella sacrestia.
La tela firmata e datata riporta: MATTEO FIORE DA SULMA' P. 1741, è dipinta ad olio e le sue dimensioni sono di cm 170xcm120.
La pala rappresenta la Vergine in Gloria tra i santi Giuseppe da Leonessa e Felice da Cantalice con il Bambino tra le braccia; in alto sono raffigurati degli angeli.
In merito al restauro: 
compreso tra le opere conservate per lungo tempo all'interno della sacrestia, questo dipinto era in pessime condizioni di conservazione.
Il supporto originale in tela, costituito da un'unica pezza, probabilmente in lino, era notevolmente allentato e presentava alcune lacerazioni ed estese lacune della pellicola pittorica. La tela era deformata con visibili ondulazioni nella parte bassa del dipinto.
Sul retro, in corrispondenza delle lacerazioni e delle lacune, erano stati posti dei frammenti di tela (toppe). Una completa lacerazione della tela era presente in corrispondenza dei due angeli raffigurati a sinistra della Vergine; in quel punto il supporto si era ripiegato deformandosi completamente. Si può ipotizzare, in questo caso, un danneggiamento di tipo meccanico determinato da un impatto con un oggetto.
Altre lacerazioni, di varia dimensione, erano presenti su tutto il lato sinistro, ma anche in basso; due, più estese, sulla parte destra. Un impiego processionale di questa opera potrebbe spiegare l'origine o la natura delle numerose lacerazioni del supporto.
A differenza della tela compresa all'interno dell'altare centrale, Vergine con Bambino tra i Santi Fabiano e Sebastiano, della quale si hanno notizie certe circa il suo utilizzo in processione, per questa opera non è stato possibile rintracciare fonti documentarie in tal senso.
Una estesa macchia di umidità intorno alla croce ed alla mano destra di San Giuseppe da Leonessa, unitamente a consistenti tracce di muffe rinvenute al centro del dipinto, erano prova di condizioni ambientali di conservazione non adeguate.
Per quanto concerne gli aspetti tecnici, può essere sottolineato come l'imprimitura fosse stata applicata direttamente sulla tela di supporto senza la preventiva stesura di alcuno strato di preparazione in gesso.
Fortunatamente lo strato pittorico era sufficientemente sottile e con un'adeguata presenza di “medium” nei pigmenti.
Questo ha reso il colore meno fragile e vetroso consentendo un'adeguata adesione della pellicola pittorica al supporto.
L'intervento di restauro è stato dettato in primo luogo dalla necessità di risarcire le lacerazioni della tela, distendere le pieghe e le deformazioni del supporto, bloccare il processo di crescita, eliminare le muffe che si erano formate sul fronte e rimuovere parzialmente le alterazioni cromatiche.
La restituzione dei valori cromatici è stata ottenuta per rimozione delle vernici ossidate e susseguente intervento di integrazione pittorica, circoscritto alle lacune interpretabili e meno estese.
IMMACOLATA CONCEZIONE, Giovanni Paolo Cardone, XVI secolo
La grande pala d'altare dell'Immacolata Concezione si trovava tra i due altari della parete sinistra. Proviene dal Convento dei Cappuccini dell'Immacolata Concezione, convento fondato da Orinzia Colonna a Poggio Poponesco nel 1560 circa.
Dopo la soppressione del Convento nel 1866, e la distruzione causata dal terremoto del 13 gennaio 1915, la tela è stata trasferita all'interno della sacrestia della chiesa di San Fabiano e San Sebastiano, dove è rimasta fino al 2001, data del restauro.
L'iconografia, le grandi dimensioni (cm 254 x cm 200) e la qualità dell'opera fanno pensare che la tela provenga dall'altare maggiore della chiesa del Convento.
La tela, dai colori resi bruni ed opachi dal tempo, era stata ricondotta al Seicento. Solo durante il restauro, nel corso della pulitura, i colori brillanti ed intensi hanno rivelato la vera datazione della tela, anche se questa non è stata l'unica scoperta.
Infatti, la rivelazione più importante, è avvenuta in seguito, portando avanti la pulitura durante la quale il nome dell'autore è venuto alla luce. Così una tela che si credeva fosse anonima è stata attribuita ad un noto pittore del Cinquecento.
Sulla pala inedita, in basso a sinistra, è tornata visibile la firma dell'autore CARDONUS AQUIL – F. Firma ricondotta, durante una ricerca presso il Museo nazionale d'Abruzzo, a Giovanni Paolo Cardone.
L'autore si firma sulla tela della Vergine del Rosario con Bambino e santi: Paulus Cardonus Aquilanus F. in Santa Maria del Colle, di Pescocostanzo (AQ), mentre sulla tela del Rosario, collocata come pala nell'ampio altare della parete di destra della chiesa di Fossa, riporta in basso a sinistra firma e data così: I. PAUL' CARDON' AQL' – F – 1583 (Iohannes Paulus Cardonus Aquilanus fecit).
Giovanni Paolo Cardone, attivo a L'Aquila tra il 1569 ed il 1585, fu una delle personalità artistiche del tardo manierismo più significative presenti in quegli anni in Abruzzo. Allievo di Pompeo Cesura (L'Aquila 1520-1571).
La pala rappresenta al centro la Vergine, con un'aureola costituita da dodici stelline d'oro disposte in forma circolare e una luna dorata sotto i piedi.
L'intera figura è avvolta in un fascio di luce, ed in alto, alla sua destra, il sole, simbolo di santità e purezza, mentre alla sua sinistra, la luna crescente, simbolo di castità e bellezza.
Ai suoi piedi, sulla destra, San Francesco, riconoscibile dalla barba e dalle stimmate nelle mani e, alla sua sinistra, Santo Antonio da Padova, rappresentato come un giovane con un giglio bianco alle ginocchia.
Dietro San Francesco due uomini anziani; i Dottori della chiesa (potrebbero essere Sant'Ambrogio e Sant'Agostino, o San Girolamo).
Alle spalle di Sant'Antonio, un santo vescovo anziano con la barba; sant'Ambrogio, nella mano destra tiene un libro rosso. In alto, l'Eterno, nella sinistra tiene la Terra dove è scritto “natura mirante” (il creato ti ammira).
La Vergine è attorniata da una foltissima schiera di angeli. Sono tutti in volo e in movimento, con corpi magri e slanciati, e ali scure e pesanti dipinte con colori vivi come il verde, il giallo, il rosso, l'azzurro e l'arancio. Gli angeli ai piedi della Vergine sostengono cartigli o grandi tavole con frasi dei padri della chiesa relative al dogma dell'Immacolata Concezione.
Gli altri angeli stringono in mano gli oggetti simbolici del Cantico dei Cantici, testo di riferimento ampiamente utilizzato dagli artisti
Lo specchio in alto rappresenta la purezza, quale riflesso dell'azione divina; sono simbolo di sapienza e purezza anche le numerose ampolle d'acqua.
La torre di David è simbolo di forza e costanza mentre la fontana irrora i giardini, il cedro ed il narciso di Sharon.
Sull'altro lato del dipinto, la palma, il fonte battesimale, la città cinta da possenti mura, così come la porta chiusa che rappresenta la castità.
In merito al restauro: 
si tratta di un'opera di notevoli dimensioni, realizzata con tecnica ad olio su tela utilizzando pigmenti legati con “medium” a base oleo-resinosa, applicati su supporto in tessuto. In precarie condizioni di conservazione, risulta essere stata più volte sottoposta ad interventi di pesante manutenzione e restauro.
L'opera, conservata all'interno della sacrestia, non avrebbe potuto essere spostata senza essere preventivamente smontata dal suo sottile telaio in legno.
La tela di supporto, fissata in modo precario, non era tensionata adeguatamente; risulta infatti allentata e deformata a causa del notevole peso dovuto alle dimensioni dell'opera e del telaio inadeguato a sostenere un corretto tensionamento; soltanto l'imponente cornice in legno contribuiva in misura determinante a sostenere il dipinto e il suo debole telaio.
I principali problemi di conservazione sono generati dalla scarsa adesione dello strato pittorico al supporto in tela.
La pellicola pittorica, sollevata in diversi punti, doveva essere in primo luogo consolidata con una velinatura selettiva nei punti in cui erano presenti distacchi dello strato pittorico prima di poter essere rimossa dalla parete.
Soltanto in seguito l'opera è stata adeguatamente protetta ed arrotolata per il successivo trasporto allo studio del restauro.
Erano inoltre presenti depositi di sporco, polveri e composti con colle e vernici.
L'intervento di conservazione è stato dettato dalla evidente necessità di consolidare ed irrobustire il supporto del dipinto, ripristinando una superficie opportunamente tensionata ed eliminando totalmente, o parzialmente, le alterazioni cromatiche e le sovrammissioni presenti sopra lo strato pittorico.
Il tessuto di supporto, realizzato con una tessitura a spina di pesce molto compatta, era stato concepito per sostenere le sollecitazioni meccaniche ed il logorio del tempo ma, a causa delle lacerazioni dei fori del supporto e delle notevoli dimensioni, si è reso necessario l'intervento di foderatura.
La restituzione dei valori cromatici è stata ottenuta per rimozione della vernici ossidate e dei vecchi ritocchi. Il susseguente intervento di integrazione pittorica è stato invece circoscritto alle lacune interpretabili e meno estese. Sono state ovviamente mantenute e trattate per abbassamento di tono le lacune più estese.
MADONNA COL BAMBINO TRA SANT'ANTONIO DA PADOVA E SAN FELICE DA CANTALICE, Domenico Niccioli, 1660
La pala, che ora si trova nella parete di sinistra, è una delle opere che provengono dal convento dei Cappuccini dell'Immacolata Concezione. Doveva essere una delle pale degli altari della chiesa del Convento.
Il dipinto rappresenta, al centro, la Madonna col Bambino in gloria tra San Antonio da Padova, che è genuflesso su una nuvola, e san Felice da Cantalice inginocchiato sulla terra; in basso, al centro, un bellissimo dettaglio del paesaggio che caratterizza il dipinto.
Durante il restauro, è stata svelata la paternità dell'opera, eseguita da Domenico Niccoli. La pulitura ha infatti reso visibile la firma dell'artista e la data. La firma in basso al centro è: “DOMENICUS NICCOLIUS ROMANUS PICTORE ET ARCHITETTUS FACEBAT MCCCCCCLX”.
In merito al restauro: 
l'opera delle dimensioni di cm 220 x cm 175, è realizzata con tecnica pittorica ad olio su tela. 
Compreso tra le opere che si trovano conservate nella sacrestia, questo dipinto era in pessime condizioni di conservazione: non risultavano né erano evidenti precedenti interventi di restauro.
Erano presenti gravi fenomeni di deterioramento della tela che avevano prodotto, nel corso dei secoli, un conseguente degrado dello strato di preparazione, anche se questa non presentava lacerazioni o lacune.
La tela risultava allentata, con evidenti ondulazioni e, nella parte inferiore, era completamente dissociata dal telaio; i bordi erano sollevati, era inoltre presente una chiodatura sul fronte, lungo i bordi. Molto visibili l'impronta del telaio, fori e lacerazioni su tutto il perimetro causate, queste ultime, dalla presenza dei chiodi.
Il telaio ad incastri fissi, probabilmente originale, presentava angoli collegati con spinotti in legno ma risultava molto esile in relazione alle dimensioni del dipinto: non garantiva quindi una corretta e sufficiente tensione della tela. Il retro dell'opera presentava muffe e depositi organici.
Nella pala l'imprimitura, a differenza di quanto raccomandato dal Vasari, è stata applicata direttamente sulla tela di supporto. Si potrebbe quindi ipotizzare una non perfetta compatibilità dei materiali impiegati e forse una errata sequenza nelle varie fasi della loro applicazione.
Inoltre la pellicola pittorica, vetrosa per l'impasto non omogeneo e povero di legante con colori macinati grossolanamente, non ha accompagnato i movimenti della tela dovuti agli stress termici. Le condizioni erano tali che frammenti di pellicola pittorica erano visibilmente sollevati; questo fenomeno era talmente diffuso e di tale gravità che non era possibile spostare la tela dalla parete senza creare ulteriori distacchi di colore.
È stato quindi necessario effettuare una velinatura totale del dipinto, realizzata in loco, per poter successivamente trasportare l'opera.
L'intervento di restauro è stato dettato dalla necessità di bloccare il processo di sollevamento e distacco della pellicola pittorica e di ricostruire un'unità estetica dell'opera; la percezione del dipinto era alterata e frammentata dalle estese lacune dovute alle cadute di colore.
La restituzione dei valori cromatici è stata ottenuta per rimozione delle vernici ossidate e susseguente intervento di integrazione pittorica circoscritto alle lacune interpretabili e meno estese. Sono state mantenute e trattate per abbassamento di toni le lacune più estese, lacune ormai storicizzate e quindi parte integrante del dipinto.

## Presbiterio
Presenta le seguenti opere:

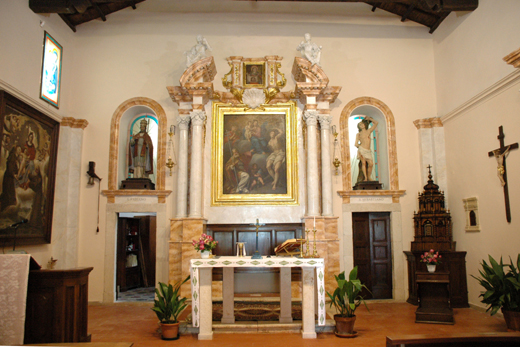
Il presbiterio

- Madonna col Bambino tra i Santi Fabiano e Sebastiano, Pala d'Altare, olio su tela, scuola romana del XVII secolo.
- Santa Veronica con il sudario di Cristo, tempera su intonaco, XVIII secolo.
- Altare Maggiore, stucco romano con policromia e marmo, XVII secolo.
- San Fabiano, scultura lignea policroma processionale, XIX secolo.
- San Sebastiano, scultura lignea policroma processionale, XIX secolo.
- Due portalini, elementi architettonici lapidei, XVI secolo.

Il presbiterio, situato al centro dell'altare maggiore, presenta, nella parete di fondo, una ricca architettura composta da quattro colonne appoggiate su altrettanti plinti di sezione quadrata e sormontate da capitelli di ordine corinzio; al di sopra, una trabeazione classica, completa di tutte le sue membrature orizzontali: architrave, fregio e cornice.
Al colmo dei due elementi curvilinei di cimasa sono poste due sculture in stucco.
Al centro della parete, raccolta nell'impianto appena descritto, è la pala d'altare, un dipinto ad olio su tela di scuola romana con raffigurata la Madonna con Bambino tra i Santi Fabiano e Sebastiano.
Il dipinto è stato recentemente restaurato dopo essere stato a lungo conservato nella sacrestia.
Una cornice modanata in stucco con doratura lo racchiude perfettamente sui quattro lati.
La compatibilità dimensionale tra le componenti architettoniche e quelle pittoriche ci consente di ipotizzare che tutta la macchina d'altare possa essere stata realizzata a seguito di un unico intervento progettuale ed esecutivo.
Ancora più in alto è un piccolo dipinto, a tempera su intonaco, del XVIII secolo raffigurante la Santa Veronica con il Sudario di Cristo a sua volta incorniciato da elementi architettonici a basso rilievo in stucco con lesene.
La mensa dell'altare maggiore è realizzata in pietra bianca ed è stata posta negli anni sessanta del 1900 in sostituzione di quella originale.
Il dossale (parte posteriore dell'altare cristiano) posto nella parte di fondo è realizzato in stucco con decorazioni a finto marmo e doratura.
Ai lati dell'altare sono due portalini con piedritti ed architravi in pietra; da questi si accede alla zona absidale.
Sono entrambi sormontati da due nicchie a sesto rialzato, aperte nel 1948 su una iniziativa dell'allora parroco Don Esponio Ceccarelli; “…nel frattempo cercai di riorganizzare una pesca per il 2 agosto, dalla quale ricavai Lire 34.000 che utilizzai nella chiesa di Fiamignano, facendo le due nicchie laterali all'altare maggiore, sopra le due porte della sacrestia…”.
La parete di fondo del presbiterio ripropone quindi, per la disposizione delle porte, il prospetto di facciata.
Gli interventi di restauro condotti sulla pala d'altare, sul piccolo dipinto su intonaco posto in alto e sull'intero dossale hanno consentito di ripristinare l'impianto decorativo originale.
Una fotografia databile 1949 mostra la disposizione dei vari oggetti di arredo sacro con, sulla parete al centro, in sostituzione della pala molto annerita e quindi non leggibile, una decorazione su intonaco con nuvole e raggiera quale sfondo per un grande crocifisso ligneo, ora conservato nella sacrestia.
Madonna col bambino, san Fabiano E San Sebastiano, XVII secolo 
La grande pala di San Fabiano e San Sebastiano è posta nell'altare maggiore della chiesa. Delle antiche tele presenti è la sola che non provenga dal convento dei Cappuccini dell'Immacolata Concezione.
Prima del restauro si trovava nella sacrestia e dal 2000 è stata ricollocata al suo posto, all'interno della sua cornice in stucco dorato, nell'altare maggiore.
La tela è dipinta ad olio e le sue dimensioni sono di cm 182 x cm 132.
Prima del restauro l'opera si trovava in pessime condizioni di conservazione anche perché, fino alla fine degli anni trenta, la tela veniva portata in processione come alcuni abitanti del paese di Fiamignano hanno ricordato.
Lo strato pittorico era alterato da depositi di polvere e vernici protettive ossidate ed ingiallite. La leggibilità dell'opera, sia nell'impianto compositivo che nei suoi valori cromatici, era totalmente compromessa.
La pala rappresenta la Vergine in Gloria col Bambino tra i Santi Fabiano e Sebastiano; in alto sono raffigurati alcuni angeli, mentre in basso un putto sorregge la tiara (alto copricapo) del Papa.
In merito al restauro: 
il dipinto è stato realizzato con tecnica ad olio su tela utilizzando pigmenti legati con “medium” a base oleo-resinosa applicati su supporto in tessuto.
L'intervento di restauro è stato dettato dalla evidente necessità di eliminare totalmente o parzialmente le alterazioni cromatiche e le sovrammissioni pittoriche prodotte dai reiterati interventi subiti da questa opera nel corso degli anni. La restituzione dei valori cromatici è stata ottenuta per rimozione delle vernici ossidate e dei vecchi ritocchi.
L'intervento di integrazione pittorica è stato circoscritto alle lacune interpretabili e meno estese.
Il supporto è costituito da due pezze in tela di canapa cucite al centro lungo una linea verticale, con preparazione a base di bolo rosso.
Il dipinto era in pessime condizioni di conservazione; la tela di supporto si presentava con numerose lacerazioni, un'estesa lacuna in alto nella parte centrale e diverse lacune nella parte bassa.
La tela risultava allentata; erano visibili distacchi, cadute dello strato di preparazione a bolo e della pellicola pittorica, il fenomeno era diffusamente esteso su tutta la superficie dell'opera.
Il dipinto presentava un evidente e accentuato fenomeno crepato.
Lo strato pittorico era molto alterato da depositi di polvere e vernice protettiva ossidata ed ingiallita; la leggibilità dell'opera, sia come impianto compositivo che nei valori cromatici, era fortemente compromessa.
Sul retro erano state applicate, in più punti, toppe in carta e in tela, due delle quali erano dipinte e provenivano probabilmente da un'antica tela molto danneggiata, per questo erano state utilizzate per risarcire il retro dell'opera della Madonna col Bambino, San Fabiano e San Sebastiano, nel tentativo di ripristinare la continuità del supporto.
Erano inoltre presenti ridipinture eseguite nel corso di un precedente intervento di restauro con colori a tempera e ad olio completamente alterati e ossidati.
Il telaio originale dell'epoca non garantiva un corretto tensionamento della tela.
SANTA VERONICA CON IL SUDARIO DI CRISTO, XVIII secolo 
Il dipinto, realizzato con tecnica pittorica a tempera su muro, è l'unico di questo genere presente nella chiesa.
È compreso all'interno dell'architettura dell'altare maggiore, in una cornice di stucco dorata, al di sopra della pala di San Fabiano e San Sebastiano.
L'affresco, prima del restauro, non era leggibile in quanto ricoperto da uno spesso strato di polvere e nero fumo che ne impedivano la visibilità. Probabilmente, proprio per questo motivo, era stato celato con un dipinto su tela raffigurante il volto di Cristo.
In merito al restauro: 
il dipinto, eseguito con colori a tempera su intonaco in calce, non era mai stato restaurato; un eccesso di umidità relativa dell'aria, gli stress meccanici dovuti alle variazioni di temperatura e la tecnica di esecuzione sono l'origine delle cadute di colore e dei sollevamenti sia della pellicola pittorica che degli strati sottostanti.
Il dipinto era coperto da uno spesso strato di polvere indurita, materie grasse, depositi organici ed incrostazioni saline.
L'intervento del restauro è stato condotto con l'intento di arrestare, in primo luogo, il progressivo distacco degli strati di preparazione e della pellicola pittorica, e di arrestare la crescita delle muffe.
Rimuovere, quindi, il film di sporco e le incrostazioni saline che alteravano la cromia del dipinto. L'integrazione pittorica a tono delle piccole lacune interpretabili, trattando al contrario le lacune estese visibili con una tinta neutra, hanno di nuovo reso possibile una percezione sufficientemente unitaria dell'opera.
La pulitura della pellicola pittorica è stata eseguita con soluzioni basiche in acqua deionizzata, completando la rimozione dei depositi più circoscritti con mezzi meccanici, quali bisturi.
La superficie è stata trattata a scopo disinfestante mediante l'applicazione a pennello di sostanze bioacide.
Il fissaggio della pellicola pittorica, eseguito con emulsione acrilica mediante sottili pennelli e siringhe e con l'ausilio di carta giapponese, ha consentito di fare di nuovo aderire la scaglia di colore o il distacco di intonaco alla propria sede originale.

## Parete destra (lato est)
Presenta le seguenti opere:

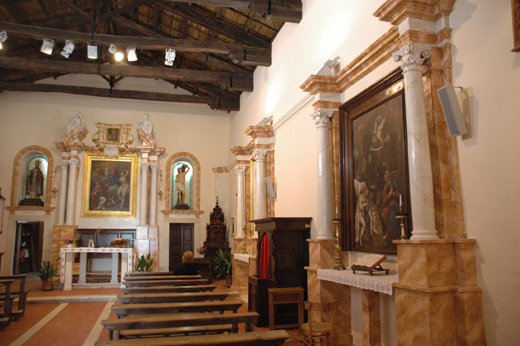
Veduta della parete destra

- Natività, altare di San Luigi Gonzaga, olio su tela, XVII secolo.
- Vergine col Bambino, San Domenico, Santa Barbara, Santa Caterina da Siena, olio su tela, XVIII secolo.
- Cristo, altare della Madonna del Rosario, scultura in gesso con policromia.
- Madonna della Tenerezza, XVII secolo.
- Vergine in trono col Bambino (Madonna del Poggio), olio su tela, XX secolo.
- Tabernacolo, pietra calcarea, XVIII secolo.

NATIVITA', F. L. G. Cap. in fecit, XVII secolo
La pala proviene dalla chiesa del Convento dei Cappuccini dell'Immacolata Concezione, prima del restauro del 2003 era conservata nella sacrestia; è ora collocata nel primo altare di sinistra.
Il dipinto raffigura la Vergine Maria seduta, a mani giunte, in adorazione, ma non in ginocchio o in piedi come vorrebbe l'iconografia tradizionale, con lo sguardo rivolto verso il Bambino. Al centro il Bambino adagiato nella mangiatoia, e alla sua destra un angelo ed un pastore in adorazione.
Dietro di loro San Giuseppe viene raffigurato come un vecchio con barba bianca, tipologia che andò scomparendo con la Controriforma. Quando il suo culto fu promosso da Santa Teresa d'Avila, solo da allora San Giuseppe fu venerato come figura autonoma. Alle spalle della Sacra Famiglia il bue e l'asinello, al centro del dipinto un putto sorregge un drappo con la scritta “GLORIA IN EXC. DEO ET”.
Solo i Vangeli di Matteo e di Luca descrivono la natività di Gesù. Furono forse la brevità di queste narrazioni che diedero vita, nel Medioevo, a numerosi tentativi di ampliarle. Luca (2, 1-20) parla del Bambino deposto nella mangiatoia e dei pastori che, guidati da un angelo, vennero ad adorarlo. Matteo (2, 1-12) parla dei Magi e dei loro doni.
Verso la fine del Medioevo, nella leggenda i Magi si erano trasformati da sacerdoti in re e il bue e l'asino venivano rappresentati nella stalla; i pastori recavano anch'essi i loro doni e la Vergine era rappresentata in ginocchio.
In merito al restauro: 
l'opera, delle dimensioni di cm 180 x cm 122, è realizzata con tecnica pittorica ad olio su supporto in tela, quest'ultimo costituito da due pezze in canapa cucite al centro in senso verticale.
La cucitura realizzata con un filo di notevole diametro, ma con punti molto distanziati, ha fatto sì che i movimenti della tela nel punto della cucitura abbiano creato delle sollecitazioni tali da formare, nel corso degli anni, ripetute cadute della preparazione e del colore proprio in corrispondenza del centro del dipinto.
È stata a lungo conservata nella sacrestia e si presentava in pessime condizioni di conservazione, mai sottoposta ad interventi di restauro.
La cornice originale è presente solo su tre lati; priva dell'elemento lungo il margine inferiore del dipinto doveva necessariamente essere compresa e poggiare sulla mensa di un altare. La pala non era stata evidentemente oggetto di alcun intervento manutentivo; tanto la cornice quanto la tela presentavano schizzi di tinteggiatura bianca e di calce ed erano entrambi ricoperti da uno strato consistente di polvere e di gesso, una patina bianca che non permetteva la leggibilità del dipinto.
La tela era allentata al punto da poggiare sulle traverse del telaio in corrispondenza delle quali erano evidenti alcune cadute della preparazione e della pellicola pittorica, ma integra da lacerazioni. Priva dello strato di preparazione, è visibile un'imprimitura costituita da un sottile strato di terra gialla, probabilmente bolo, che non assicura un'adeguata adesione del supporto.
Per questo motivo erano presenti distacchi, sollevamenti e cadute della pellicola pittorica; comunque le cadute di colore, se pur diffuse, non riguardano le parti figurative dell'opera, e ciò ha consentito un pieno recupero del dipinto.
L'intervento di restauro è stato dettato dalla necessità di ripristinare un corretto tensionamento della tela e di rimuovere i depositi di polveri composte, colle e vernici che ne alteravano completamente la cromia.
Il successivo intervento di integrazione pittorica, circoscritto alle lacune interpretabili e meno estese, ha reso possibile il completo recupero cromatico del dipinto.
VERGINE COL BAMBINO, SAN DOMENICO, SANTA BARBARA, SANTA CATERINA DA SIENA, XVIII secolo
L'opera si trova nella parete di destra; era conservata all'interno della chiesa ancora prima del restauro condotto nel 2006. Il dipinto raffigura la Vergine col Bambino nell'atto di porgere il rosario, il Bambin Gesù tende il rosario a San Domenico, la Vergine a Santa Caterina da Siena, al centro Santa Barbara.
Se al centro non fosse raffigurata Santa Barbara, il dipinto potrebbe rappresentare La Madonna del Rosario, in quanto ne possiede tutte le caratteristiche iconografiche.
La visione di San Domenico, che davanti alla Vergine col Bambino riceve dalle mani dell'una o dell'altro un rosario, è narrata dai primi storici dell'Ordine da lui fondato che raccontano come la Vergine apparve al Santo consegnandogli una coroncina, che egli chiamò la “corona di rose di Nostra Signora”.
Questo nome deriva forse da un'usanza medievale che voleva che i servi della gleba offrissero al loro padrone una corona di rose in testimonianza del loro ossequio.
Il tema si diffuse durante la Controriforma per contrastare il protestantesimo. In epoca successiva San Domenico appare accanto a Santa Caterina da Siena come raffigurato nel dipinto della Vergine col Bambino, San Domenico, Santa Barbara, Santa Caterina da Siena.
In merito al restauro: 
l'opera, delle dimensioni di cm 161 x cm 110, è stata realizzata con tecnica pittorica ad olio su tela. I volti della Vergine Maria, del Bambin Gesù, di San Domenico e di Santa Barbara erano completamente ridipinti con del colore temperato con olio.
È interessante sottolineare che non soltanto i volti erano stati completamente alterati, ma anche il velo azzurro era stato deliberatamente dipinto intorno al capo della Vergine. Velo che è stato rimosso nel corso del restauro.
Nella parte bassa, in corrispondenza dell'abito di Santa Caterina da Siena e dell'abito di San Domenico, erano presenti lacune estese dovute alla combustione della tela e causate dalla fiamma di candele. Questo è confermato dalla presenza di gocce di cera nella parte inferiore del dipinto. In alto erano presenti alcune lacerazioni del supporto.
Si notano delle evidenti alterazioni del colore dovute a colature di vernice ora ingiallita e che era stata ripetutamente applicata sul fronte del dipinto al fine di saturare il colore e renderlo così più brillante.
Le vernici con il tempo si sono ossidate, ingiallendo e rendendo i valori cromatici sempre più incerti.
La tela era allentata e presentava delle ondulazioni sulla parte sinistra. Una pulitura troppo aggressiva aveva spatinato la pellicola pittorica; i bruni erano abrasi e questo aveva reso le ombre appena percettibili, per questo motivo erano state in più punti ridipinte.
L'intervento di restauro è stato dettato dalla evidente necessità di ripristinare un corretto tensionamento della tela, risarcire la tela di supporto dalle lacerazioni e dalle lacune, rimuovere le ridipinture, le colle e le vernici che ne alteravano i colori originali.
Un susseguente intervento di integrazione pittorica, circoscritto alle lacune interpretabili e meno estese, ha restituito una completa leggibilità del dipinto.
LA Madonna DELLA TENEREZZA, XVII secolo
La Madre di Dio della Tenerezza, è una delle rappresentazioni più popolari e diffuse sia in Occidente che in Oriente, ed esprime l'intensità del rapporto affettuoso tra la Madre ed il Bambino.
L'immagine è limitata ad una inquadratura stretta dei due volti accostati della Vergine e del Bambino. Il taglio della raffigurazione appena sotto le spalle esalta l'intensità emotiva degli sguardi.
A differenza delle raffigurazioni italiane, in cui la Madre stringe a sé il Bambino con una sola mano, nelle icone russe Maria abbraccia Gesù con entrambe le mani, in un totale coinvolgimento. I volti sono frontali ma si piegano uno verso l'altro. Il Figlio si aggrappa all'orlo del manto materno.
La Madonna della tenerezza si diffuse a Bisanzio e in Russia nel XII secolo. La stilizzazione delle forme, i contorni scuri, le campiture piatte, il volto della Madre incorniciato dal bordo d'oro del maphorion, un chiaroscuro morbido e dai pochi colpi di luce, tutto ricorda l'iconografia orientale.
Il Bambino ha le ginocchia piegate e si trova raccolto tra le braccia di Maria che lo sostiene con l'avambraccio sinistro. La mano destra del Bambino è avvolta nel velo della Madre, la sinistra regge un rotolo.
TABERNACOLO IN PIETRA CALCAREA, XVIII secolo
Il tabernacolo in pietra calcarea è posto sulla parete di destra. È di forma cinquecentesca, ma in realtà sul fronte riporta la data 1712.
È stato restaurato anche se si presentava in discrete condizioni di conservazione, almeno per quanto riguarda lo stato di degrado del suo materiale costitutivo, cioè degli elementi in pietra di cui è composto.
Il degrado era essenzialmente di natura meccanica, prodotto da urti accidentali e da usura, evidente sulla cornice del basamento e sulla cornice esterna della trabeazione. Erano presenti depositi costituiti da pellicole nere e da uno strato di sporco grasso dovuto all'accumulo di polveri e fumo delle candele.
Erano diffusi, su tutta la superficie lapidea, depositi coerenti di polveri e di cera.

## Parete di controfacciata
Presenta le seguenti opere:
- Bussola.
- Cantoria, 1956.

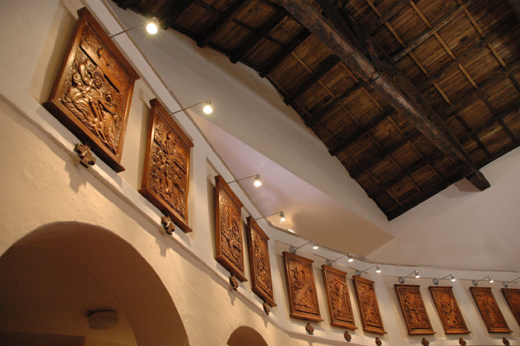
La cantoria

- Crocifisso tra i Santi Fabiano e Sebastiano, Vittorio Picconi, finestra circolare, vetro colorato con piombatura, 1980.
- Frammento di dipinto, olio su tela, XVII secolo.
- Frammento di dipinto, olio su tela, XVII secolo.
- Crocifisso, legno intagliato, XVIII secolo.
- Epigrafe, elemento lapideo.
- Via Crucis, Edoardo Riccoboni, legno intagliato, 2005.

La parete di controfacciata ripropone le consistenti alterazioni che hanno interessato, in epoche successive, il prospetto esterno almeno a partire dalla sua configurazione cinquecentesca.
In alto, al centro, è l'ampia finestra circolare, il rosone realizzato con la completa trasformazione del prospetto di facciata “…aprendo una sola porta centrale con sopra un occhialone…”.
L'immagine del Cristo crocifisso, con ai lati i Santi Fabiano e Sebastiano, realizzata in vetro colorato con piombatura negli anni ottanta del 1900, è opera di Vittorio Picconi. Lo stesso, nella metà degli anni settanta, ha realizzato un dipinto su muro posto al centro sopra l'altare maggiore: Croce del convento dei Cappuccini.
Questo dipinto ora non è più visibile in quanto l'originaria pala d'altare è stata ricollocata al suo posto dopo il restauro.
Al di sotto, accessibile attraverso una scala posta a sinistra dell'ingresso, è la cantoria finita di realizzare nell'anno 1956 “…in questo anno fu terminato il lavoro della cantoria e fu di nuovo restaurata la chiesa con decorazioni…”; poggia su sei colonne che sostengono la spinta del solaio per mezzo di quattro archi a tutto sesto.
Sulla balaustra sono poste undici formelle, in legno di rovere intagliato, della Via Crucis; le quattro restanti sono disposte, due per ciascun lato, sulle pareti laterali della navata.
Queste, come il portone con otto formelle in legno di castagno intagliato, raffiguranti episodi della vita di Cristo, sono opera di Edoardo Riccoboni. L'artista le ha realizzate nell'anno 2005.

## La sacrestia
Di forma absidale, vi si accede attraverso due portalini posti ai lati dell'altare maggiore.
La copertura è realizzata in legno con travature principali e secondarie.
L'ambiente, ora opportunamente ristrutturato, presenta quella che possiamo indicare come una piccola esposizione permanente; sono compresi alcune sculture, dipinti ed arredi sacri.
Le opere sono state oggetto di riordino e, in alcuni casi, sono state restaurate come, ad esempio, la scultura lignea con l'immagine di Sant'Antonio da Padova ed il grande dipinto raffigurante l'Eterno Padre tra i Santi Lucia ed Antonio da Padova.
Sono inoltre da segnalare altre sculture: la Vergine Maria, San Luigi Gonzaga e San Giuseppe con il Bambino.
Numerosi sono gli oggetti di arredo liturgico quali calici, crocifissi, un piccolo ciborio in metallo e candelieri.
La Santissima Trinità, santa Lucia, Sant'Antonio da Padova, XVII secolo
La pala d'altare conservata momentaneamente nella sacrestia, proviene dalla chiesa parrocchiale della frazione Santa Lucia.
L'opera rappresenta al centro Dio, nelle tre persone del Padre, del Figlio e dello Spirito Santo. L'assenza di questa rappresentazione nell'iconografia sacra antica e del basso Medioevo si spiega probabilmente con l'atteggiamento riluttante della chiesa nei confronti di una presentazione naturalistica della prima Persona della Trinità, che essendo invisibile non poteva essere conosciuta.
In origine Dio Padre era simboleggiato da un occhio o da una mano che sbucavano da dietro una nube. Lo Spirito Santo era per lo più rappresentato dal simbolo della colomba.
La rappresentazione tipica della Trinità, apparsa per la prima volta nel XII secolo in opere francesi e dell'Italia settentrionale, mostra Dio Padre come un vecchio patriarca dalla barba fluente, talvolta iscritto in un simbolo triangolare.
Compare alle spalle di Cristo in croce, un poco elevato con le braccia aperte e regge, con entrambe le mani, la traversa della croce. La colomba appare appena sopra il capo di Cristo.
Alla destra della Santissima Trinità è rappresentata Santa Lucia, la luce di Dio riflessa sulla terra.
Alla sinistra della Santissima Trinità Santo Antonio da Padova, definito “arca del testamento” da Gregorio IX, raffigurato con i suoi attributi iconografici: il saio, il libro, il giglio ed il Bambino benedicente seduto sul libro a raccontare l'apparizione leggendaria.
In merito al restauro: 
la pala d'altare ha le dimensioni di cm 200 x cm 400, realizzata con tecnica ad olio su tela, era particolarmente danneggiata, aveva subito un pesantissimo restauro ed era completamente ridipinta da uno strato di vernice spessa e coprente, tanto che era impossibile vedere lo strato pittorico.
La qualità del dipinto, il periodo storico in cui era stata realizzata, tutto era stato coperto, era solo visibile a luce radente una frammentazione della pellicola pittorica sottostante, dovuta alle numerose cadute di colore.
Lo stato del dipinto rendeva il risultato del restauro del tutto incerto, per questo il progetto degli interventi è stato fatto nel corso del restauro, valutando con attenzione, solo dopo numerosi saggi di pulitura, come procedere.
L'opera era stata conservata in un luogo umido, perché il telaio e la tela presentavano delle muffe coperte da uno spesso strato di polvere.
La tela originale di supporto, costituita da tre pezze di canapa cucite orizzontalmente, era fortemente allentata, con ondulazioni, piegature, lacerazioni e fori.
Sul retro alcune pezze (toppe) in tela, incollate con colla vinilica, e un film spesso di vernici, rendevano il supporto rigido.
Il telaio di tensionamento era in legno privo di sistemi di espansione.
Numerosi fori di chiodi evidenti lungo il perimetro sul fronte della tela.
Dopo i saggi di pulitura effettuati per capire se era possibile effettuare il restauro, si è visto sotto lo strato di ridipintura il colore originale molto assottigliato, abraso da una precedente pulitura molto aggressiva, e la pellicola pittorica frammentata per le numerose cadute di colore.
La preparazione era assai sottile e fortemente decoesa dal supporto. La pellicola pittorica con un diffuso fenomeno di craquelure e di cupping.
La rimozione della ridipintura a vernice ha rilevato la possibilità di integrare quasi tutte le figure, eccetto il volto e le mani della Santa Lucia, che avevano una precedente ridipintura ad olio ormai stoicizzata, motivo per il quale si è preferito non rimuoverla per non lasciare al suo posto una lacuna.
La restituzione dei valori cromatici è stata ottenuta per rimozione delle vernici ossidate, dei vecchi ritocchi e susseguente intervento di integrazione pittorica circoscritto alle lacune interpretabili e meno estese.

## Il restauro decorativo degli interni

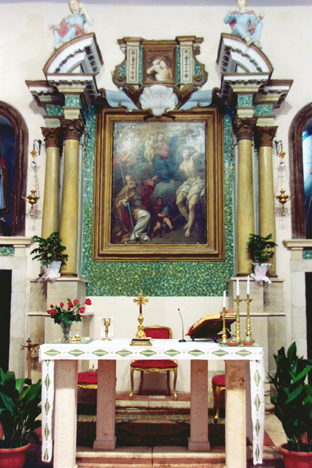
L'altare maggiore prima del restauro

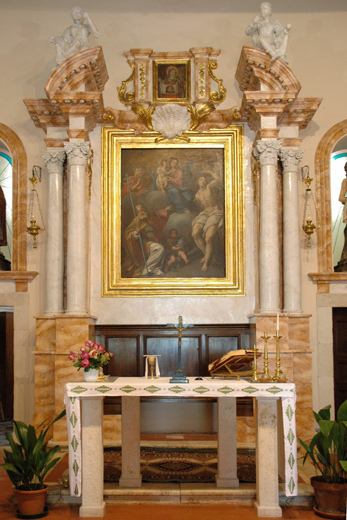
L'altare maggiore dopo il restauro decorativo di [https://web.archive.org/web/20141220083719/http://www.larandrovandi.com/ Lara Androvandi

Le ipotesi di intervento decorativo presentate dall'artista toscana Lara Androvandi, che intendevano valorizzare ed impreziosire gli elementi architettonici già presenti e dare alla chiesa un aspetto più accogliente, sono state subito accolte con entusiasmo dai responsabili della Pro-Loco di Fiamignano, e si è così potuto avviare il lavoro di restauro della chiesa.
Il lavoro sugli interni è durato tutta l'estate 2005, per culminare poi con l'inaugurazione nel settembre dello stesso anno.
Quanto svolto può essere definito “restauro decorativo degli interni” e, come tutti gli interventi di restauro, ha in primis richiesto un'accurata ed approfondita analisi su quelli che erano i caratteri stilistici già presenti nella chiesa, sui materiali ed i prodotti precedentemente usati.
Bisognava inoltre capire quale fosse lo stile architettonico dominante e la collocazione della sua realizzazione ma, soprattutto, stabilire lo stato di conservazione degli stucchi e dei decori.
Da ciò è risultato che, nel corso degli ultimi anni, erano stati compiuti numerosi restauri.
Proprio l'ultimo intervento aveva dato alla chiesa una cromia dominante impostata su di un verde molto scuro ed intenso, quale quello della finta breccia, che si trovava dipinta prevalentemente nell'altare maggiore ed in alcuni tratti architettonici lungo tutte le pareti.
L'architettura interna risultava perciò non uniforme e non ben equilibrata.
I colori precedentemente usati per realizzare i finti marmi, cozzavano gli uni con gli altri senza dare minimamente risalto agli elementi decorativi, sia dell'altare che delle nicchie correnti lungo tutta la lunghezza delle pareti laterali alla navata.
“Marmi” e “colori” erano stati usati un po' troppo casualmente nelle colonne e nelle loro basi, nelle parastre (pilastro di sostegno, sporgente, a profilo piatto) ed in gran parte degli elementi dell'altare e delle quattro nicchie laterali.
Il lavoro di restauro ha quindi richiesto una valorizzazione della struttura architettonica, con l'intento di armonizzare tra di loro i vari elementi architettonico-decorativi.
Questo è stato possibile scegliendo dei marmi di colore chiaro e luminoso, in modo da incrementare otticamente la profondità degli interni, ampliare visivamente gli spazi architettonici e, soprattutto, cercando di ricreare armonia tra i singoli elementi ed il tutto.
Dopo un accurato studio dei marmi reperibili in zona nel 1700, la scelta finale ha optato per due qualità caratterizzate dai colori chiari e caldi.
Il “Calacatta Oro”, una varietà del marmo bianco di Carrara, impreziosita da rilevanti venature che virano quasi sul dorato, ed il “Travertino Giallo”, dal caratteristico colore giallo-dorato intenso, arricchito dalle tipiche sottili venature che vanno dal beige chiaro all'ocra scuro.
La giustapposizione di queste due qualità di marmi è riuscita a dare alla chiesa un aspetto più accogliente e rilassante.
Una volta accettato il progetto finale, dovevano essere, in primo luogo, tolti tutti gli strati di colore usati per le decorazioni fatte negli anni passati. Questo lavoro sarebbe servito inoltre a togliere e a ricostruire le parti architettoniche che si stavano scrostando o staccando, e che avrebbero potuto compromettere la buona aderenza dei nuovi prodotti e dei colori da usare.
Questa fase, chiamata di “carteggiamento” è stata eseguita, sotto costante supervisione, in maniera egregia da una ditta edile locale, così da ottenere superfici completamente lisce e pulite.
È sicuramente una delle fasi più importanti di tutto il restauro perché, soltanto se perfettamente asportati i precedenti strati, si può auspicare un risultato esteticamente gradevole e, soprattutto, duraturo nel tempo.
Terminata questa fase si è subito manifestata la necessità di stuccare gran parte degli elementi architettonici interessati.
Le basi ed i capitelli delle colonne, ma anche le modanature delle cornici anch'esse visibilmente ammaccate ed instabili a causa di un abbandono troppo prolungato nel tempo, sono state trattate.
I materiali da stuccare erano i più svariati, dal gesso usato nei capitelli, nelle basi delle colonne e nelle modanature delle cornici, al cemento per i fusti delle colonne, al travertino grezzo per alcuni elementi lineari recentemente applicati per coprire vistose imperfezioni delle mura.
In questo modo gran parte dei volumi e delle forme sono state riprese ed hanno ritrovato la bellezza delle loro forme originali.
Altro punto importante del restauro è stata la scelta di prodotti di alta qualità, che devono essere ottimi proprio per assicurare un buon risultato finale; prodotti che variano in base al tipo di materiale da trattare.
Ed è così che, dopo aver ottenuto superfici lisce ed aver passato varie mani di fondo, è stato possibile iniziare la decorazione dei finti marmi.
Per rendere ancora più vera l'imitazione di questi materiali, è stato importante calcolare e rappresentare, in fase decorativa, le giunte delle potenziali lastre che vanno a coprire le superfici interessate.
Dopo un'attenta documentazione sulle dimensioni massime delle lastre reperibili nel 1700, sono state apposte “finte giunte” nelle superfici che superavano le misure di 100 cm di lunghezza, o ovunque queste si rendessero architettonicamente ed esteticamente necessarie.
Ed è proprio una perfetta realizzazione decorativa delle giunte delle lastre a rendere ancora “più vero” l'effetto finale del finto marmo.

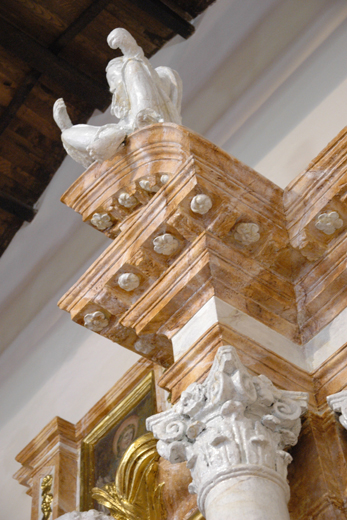
Particolare